# Zottmayr (Familie)

Familiengrab Hage-Zottmayr auf dem Alten Südlichen Friedhof München, Sektion 29

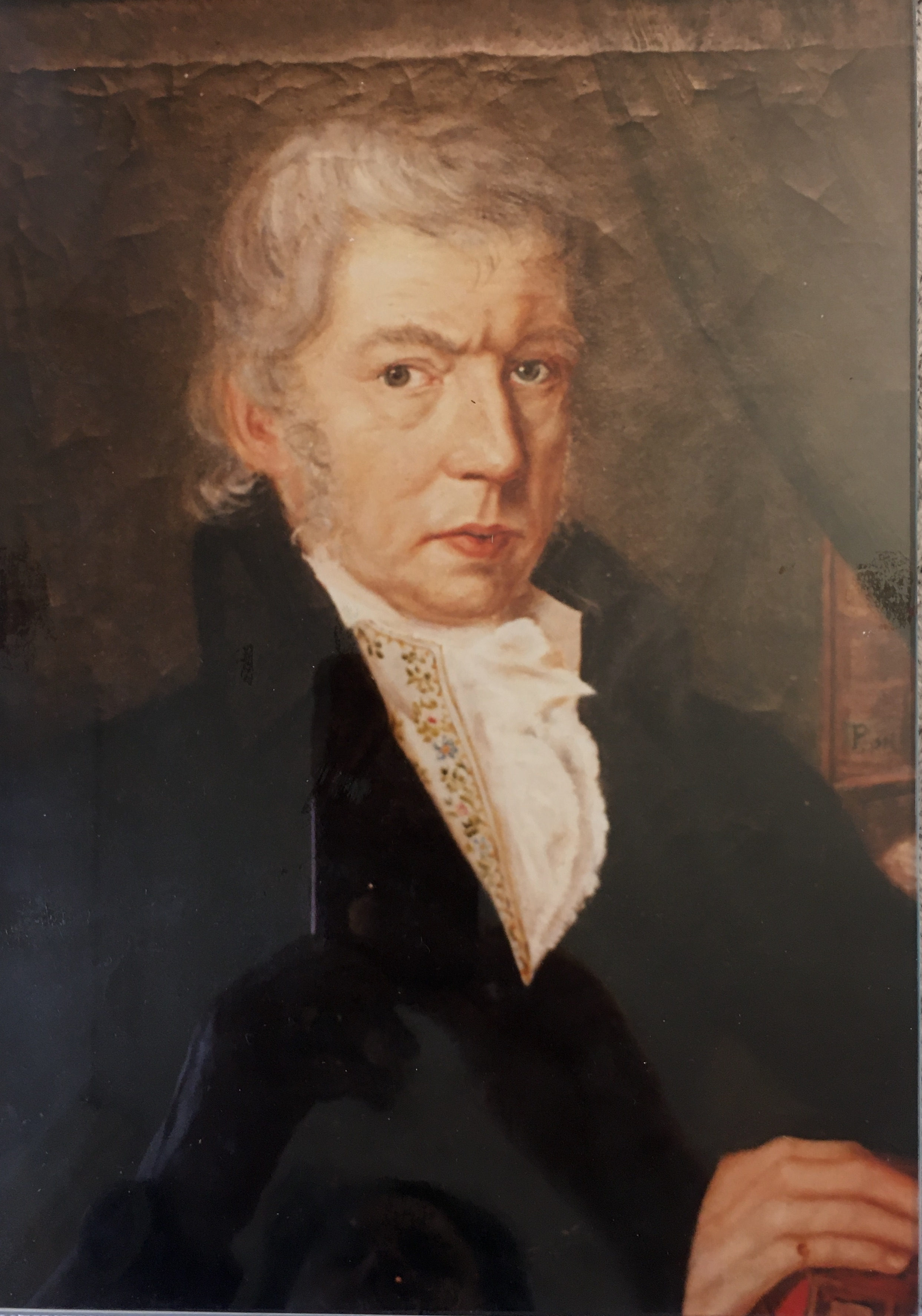

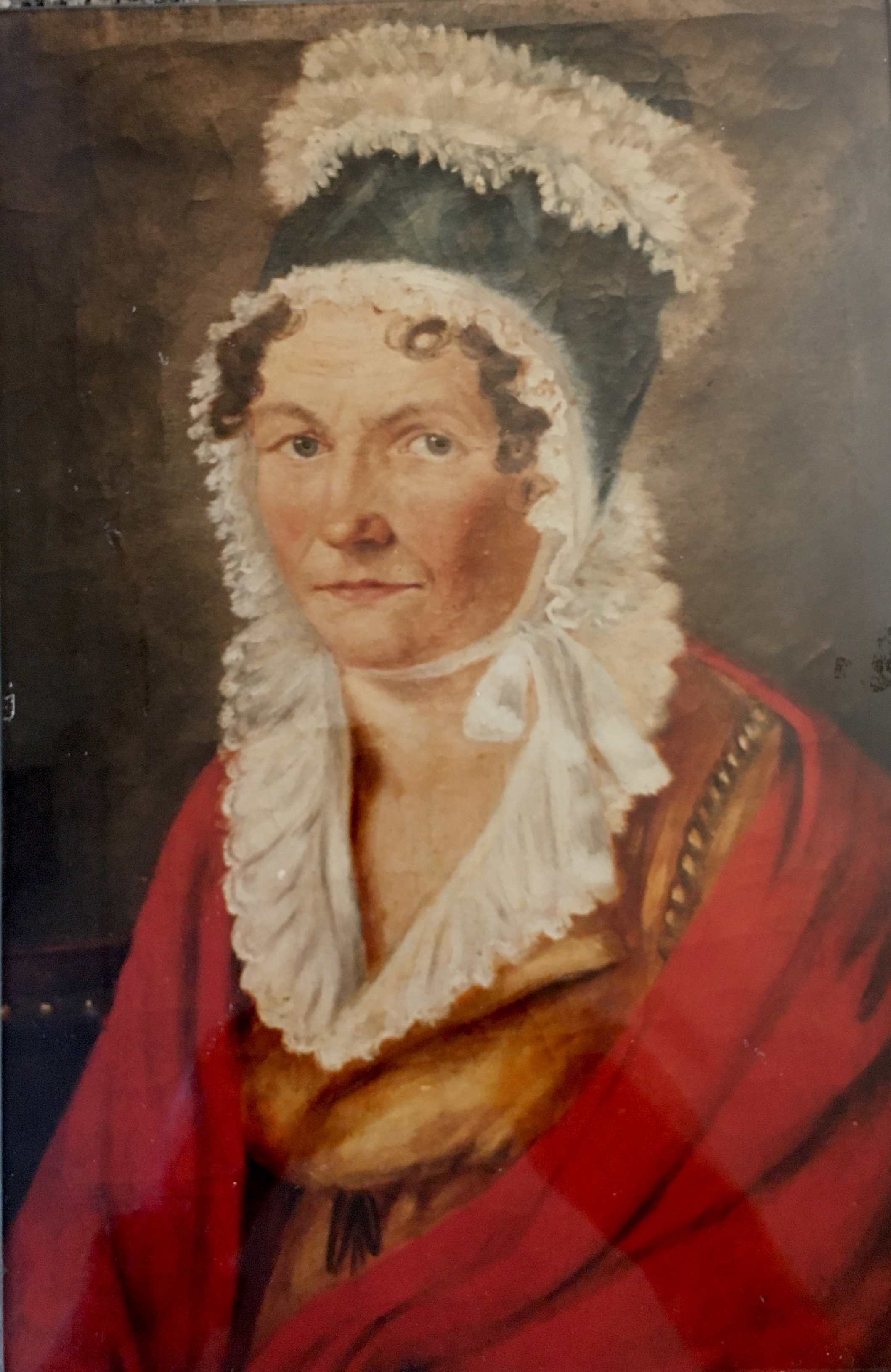

Die Familie Zottmayr bzw. Zottmayer (Schreibweisen im 19. Jh. noch sehr uneinheitlich), ist eine ursprünglich aus Amberg stammende Familie, die im 19. und frühen 20. Jh. mehrere Künstler, insbesondere Opernsänger, hervorbrachte. 
Zu nennen sind insbesondere:
Balthasar Zottmayr, (* 19. November 1750 in Amberg; † 28. Dezember 1821 ebenda), Appellationsgerichtsadvokat ⚭ Anna Zottmayr, geb. Putz (* 1. Februar 1759 in Wernberg: † 23. September 1823 in Amberg). Sie hatten als einziges Kind:
1. Anton Benno Zottmayer (1795–1865), deutscher Maler. Er heiratete Anna, geb. Bleicher, auch Nannette genannt (21. April 1792 – 1. Dezember 1862 München Südfriedhof). Das Ehepaar bekam sechs Kinder (von denen 3 früh starben):
  1. Karoline Hage (geb. Zottmayr, 1824–1898) ⚭ Georg Hage, (1808–1882), deutscher Maler;
  2. Ludwig Zottmayr (31. März 1828 in Amberg; † 16. Oktober 1899 in Weimar), auch Louis genannt, deutscher Opernsänger (Bariton) ⚭ Euphrosyne Stanko-Zottmayr (1831–1890), deutsche Opernsängerin;
  3. Max Zottmayr (16. September 1833; † 13. Dezember 1905 in Kassel), deutscher Opernsänger (Tenor) ⚭ Nina Zottmayr-Hartmann, auch Nina Zottmayer, (1836–1903), deutsche Opernsängerin (Sopran). 
    1. Das Ehepaar bekam drei Kinder: den Sohn Georg Zottmayr (* 24. Januar 1869 in Kassel; † 11. Dezember 1941 in Dresden), ein deutscher Opernsänger (Bass), mit Anna (geb. Hamburger, * 12. Januar 1870 in Wien; † 27. September 1942 im KZ Theresienstadt) verheiratet; Anna Antonie Zottmayr, verheiratete Marchand (geb. 16. April 1862 in Frankfurt am Main; † 14. Dezember 1939 in München) und einen Sohn, den Kaufmann Hermann Nikolaus Zottmayr (* 20. November 1877 in Kassel; † 11. April 1931 in Kassel).